# Borszcziwka (obwód charkowski)
Borszcziwka (ukr. Борщівка) – wieś na Ukrainie, w obwodzie charkowskim, w rejonie iziumskim. W 2001 liczyła 1292 mieszkańców, spośród których 1187 posługiwało się językiem ukraińskim, 87 rosyjskim, 3 białoruskim, 1 romskim, 3 greckim, 10 innym, a 1 się nie zdeklarował.